# Rainer G. Richter
Rainer Gerhard Richter (* 26. Oktober 1943 in Dresden) ist ein deutscher Kunsthistoriker und war langjähriger wissenschaftlicher Mitarbeiter des Kunstgewerbemuseums Dresden.

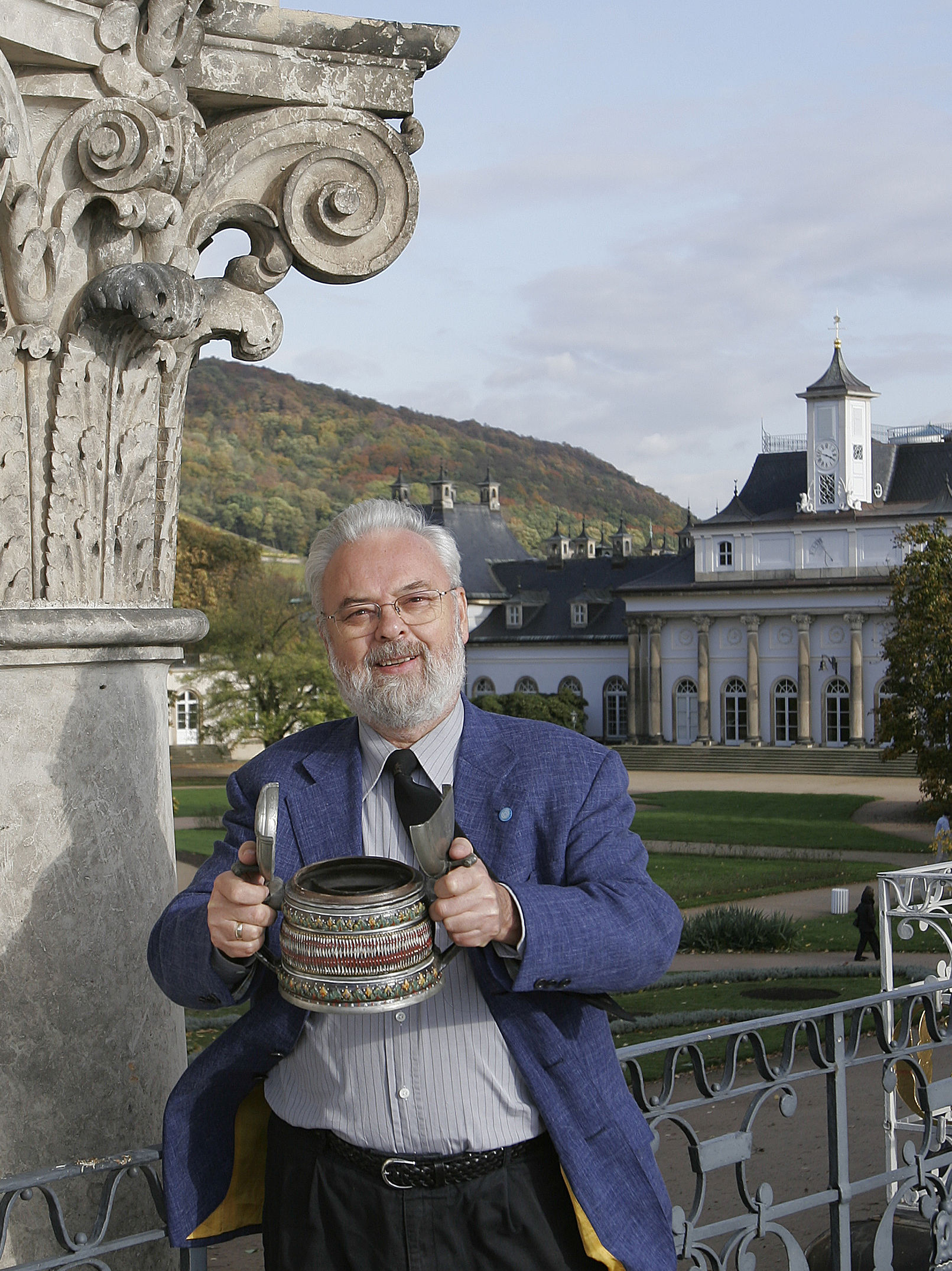
Rainer G. Richter (2008)

## Leben
Richter studierte an der Universität Leipzig Kunstgeschichte und Klassische Archäologie bei Ernst Ullmann, Karl Max Kober und Eberhard Paul. Er schrieb seine Diplomarbeit bei Rudolf Pillep über den sächsischen Maler Carl Christian Vogel von Vogelstein (1788–1868).
Zu Richters Hauptarbeitsgebieten als Wissenschaftlicher Mitarbeiter, Konservator und Oberkonservator am Kunstgewerbemuseum Dresden in Schloss Pillnitz der Staatlichen Kunstsammlungen Dresden (1972/1984–2008) gehörten die keramischen Sammlungen (Steinzeug, Irdenware, Öfen und Ofenkacheln, Fayencen, Spanische und Italienische Majolika, Zeitgenössische Keramik), Münzen und Medaillen.

## Ausstellungen
Richter erarbeitete als Kurator mehrere Einzelausstellungen und beteiligte sich an zahlreichen weiteren Ausstellungen:
- 1986:  Deutsche Keramik aus fünf Jahrhunderten (im Bergpalais von Schloss Pillnitz)
- 1988: Carl Christian Vogel von Vogelstein (*1788 +1868) - (im Dresdener Albertinum – Klingersaal)
- 1990: Zeitgenössische Keramik in Sachsen (im Wasserpalais von Schloss Pillnitz)
- 1992: Kurt Feuerriegel (*1880 +1962)   (im Wasserpalais von Schloss Pillnitz)
- 1996: Hedwig Bollhagen (*1907 +2001) - Altmeisterin der Keramik  (im Wasserpalais von Schloss Pillnitz)
- 1997: Zeitgenössische Keramik in Australien (im Wasserpalais von Schloss Pillnitz)
- 1998: Inge Thiess-Böttner (*1924 +2001) Bemalte Keramik - Kabinettausstellung (im Bergpalais von Schloss Pillnitz)
- 1998: Porzellan in Dänemark – Unikat und Serie 1890–1930  Aus der Sammlung Dietze & Bergmann – Köln - (im Bergpalais von Schloss Pillnitz)
- 2001: 125 Jahre Kunstgewerbemuseum Dresden (im Bergpalais von Schloss Pillnitz):
  - Die Sammlung der Miss Mary Adelaide Yates - Erinnerungen
  - Erinnerungen aus dem Land der Sehnsucht [Italien]
  - Die Jugendstil-Glassammlung der Hilde Rakebrand - zwischen Profession und Passion
- 2006: Götter, Helden und Grotesken. Das Goldene Zeitalter der Majolika - (im Bergpalais von Schloss Pillnitz)

## Veröffentlichungen (Auswahl)
- Rainer [G.] Richter: Carl Christian Vogelstein – ein Nazarener in Sachsen, in: Jahrbuch der Staatlichen Kunstsammlungen Dresden, Bd. 15, Dresden 1983, S. 40–69, mit 33 Abb.
- Rainer [G.] Richter: Frühe Siderolith- und Terralithwaren in Sachsen, in: KERAMOS, Zeitschrift der Gesellschaft der Keramikfreunde Düsseldorf e. V., Heft 116, 1987, S. 31–42 mit 15 Abb.
- Rainer [G.] Richter: Carl Christian Vogel von Vogelstein 1788–1868. Ausstellungskatalog zur Ausstellung zum 200. Geburtstag. Dresden, Albertinum 26. Juni bis 31. August 1988.
- Rainer [G.] Richter: Die Töpferei Frommhold in Königsbrück, in: KERAMOS, Zeitschrift der Gesellschaft der Keramikfreunde Düsseldorf e. V., Heft 122, 1988, S. 87–110, mit 36 Abb.
- Rainer [G.] Richter: Sein letzter Aufenthalt war in Dresden – Joseph Rebell zum 200. Geburtstag, in: Sächsische Heimatblätter, Zeitschrift für Sächsische Geschichte, Denkmalpflege, Natur und Umwelt, Heft 2/1988, S. 61–63, mit 3 Abb.
- Rainer [G.] Richter: Die Kunst in Sachsen unter Einfluß des Ministers Camillo Graf Marcolini, in: KERAMOS, Zeitschrift der Gesellschaft der Keramikfreunde Düsseldorf e. V., Heft 126, 1989, S. 7–26.
- Rainer [G.] Richter: Kurt Feuerriegel 1880–1961. Ausstellungskatalog zur Ausstellung im Wasserpalais von Schloss Pillnitz 6. Juni-31. Oktober 1992
- Rainer [G.] Richter: Tonerde und Kunstform – Agricola und die Keramik, in: Georgius Agricola – Bergwelten 1494 – 1994, Ausstellungskatalog Schloßbergmuseum Chemnitz, Deutsches Bergbau-Museum Bochum und Städtische Kunstsammlungen Chemnitz 27. März-29. Mai 1994, Deutsches Bergbau-Museum Bochum, 19. Juni-4. September 1994, Nationalmuseum Prag, 7. November 1994-31. Januar 1995, Chemnitz 1994, S. 135–136 und Katalognummern S. 268–270.
- Rainer [G.] Richter: Ansichten und Straßenszenen von Konstantinopel - Frühe Reisephotographie im 19. Jahrhundert, in: Im Lichte des Halbmonds. Das Abendland und der türkische Orient, hrsg. von den Staatlichen Kunstsammlungen Dresden, Katalog der Kunst und Ausstellungshalle der Bundesrepublik Deutschland Bonn, Edition Leipzig 1995, S. 359–363.
- Rainer [G.] Richter: Australian Ceramics at the Schloss Pillnitz, Dresden. In: Ceramics Art and Perception, 37/1999, Sydney, NSW, Australia, S. 80–82, mit 4 Abb.
- Rainer [G.] Richter: Die Sammlung der Miss Mary Adelaide Yates - Erinnerungen aus dem Land der Sehnsucht, in: Ausstellungskatalog “Vom Schenken und Sammeln - 125 Jahre Kunstgewerbemuseum Dresden” Staatliche Kunstsammlungen Dresden, Kunstgewerbemuseum. Ausstellung in Schloss Pillnitz, Bergpalais vom 15. Juni bis 31. Oktober 2001, S. 41–47 und Kat. Nrn. 2.1–2.37, S. 48–79.
- Rainer [G.] Richter: The Pulcinella Figures at the Giustiniani Factory in Naples, in: Englischer Textband zum Ausstellungskatalog “Commedia dell’Arte - Fest der Komödianten”, S. 81.
- Rainer [G.] Richter: In Memoriam Hedwig Bollhagen, in: KERAMOS 173/2001, Zeitschrift der Gesellschaft der Keramikfreunde e. V. Düsseldorf, S. 165–167, mit 2 Abb.
- Rainer G. Richter: Das Hochwasser im Jahre 2002 und das “Kunsthandwerk aus dem Orient und Ostasien” im Kunstgewerbemuseum Dresden, in KERAMOS 177/2002, Zeitschrift der Gesellschaft der Keramikfreunde e. V. Düsseldorf, S. 111–118, mit 15 Abb.
- Rainer G. Richter, Der Kunst- und Künstlerfreund Johann Gottlob von Quandt und der Maler Carl Christian Vogel von Vogelstein, in: Sächsische Heimatblätter, Zeitschrift für Zeitschrift für Sächsische Geschichte, Denkmalpflege, Natur und Umwelt, 48. Jahrgang, Heft 6/2002, S. 342–355, mit 28 Abb.
- Rainer G. Richter: Architektur und Keramik im Historismus Sempers. Eine Betrachtung Gottfried Sempers (1803–1879) zum 125. Todestag am 15. Mai 2004, in: Mettlacher Turm 91/April 2004, Mitteilungsblatt der Mettlach Steinzeugsammler e. V. S.1–9 mit 15 Abb.
- Rainer G. Richter: Carmine Gentili und die Fonte Santa Lucia in den Abruzzen, in: Keramos. Zeitschrift der Gesellschaft der Keramikfreunde e. V. Nr. 186, 2004, S. 121–127, mit 9 Abb.
- Rainer G. Richter: Islamic Art in the Museum of Applied Arts in Dresden, in: Joachim Gierlichs, Annette Hagedorn (Hrsg.) Islamic Art in Germany, Verlag Philipp von Zabern, Mainz am Rhein, 2004; S. 79–82, mit 3 Abb.
- Rainer G. Richter (Hrsg.): Götter, Helden und Grotesken. Das Goldene Zeitalter der Majolika. München 2006
- Rainer G. Richter: Die Dekore auf iberischen und italienischem Majoliken der Frühen Neuzeit. In: Keramische Oberflächen. Beiträge zum 39. Internationalen Hafnereisymposium des Arbeitskreises für Keramikforschung Hermannstadt (RO), 2006, Tagungsband, hrsg. vom Nationalen Museumskomplex „ASTRA“, Hermannstadt Prof. Dr. Corneliu Ioan Bucur, Sibiu 2007, S. 79–88 (mit 15 Abb.).
- Rainer G. Richter: Die Öfen des Dresdener Kunstgewerbemuseums. Eine kleine Museums- und Ofengeschichte in Sachsen. In: Jahrbuch der Staatlichen Kunstsammlungen Dresden 35, 2009, S. 87
- Rainer G. Richter: Öfen und Kacheln aus dem Kunstgewerbemuseum Dresden - Ein sammlungsgeschichtlicher Abriss (15.–20. jahrhundert). In : Keramik und Technik Internationale Fachtagung der ÖGM - 43. Internationales Symposium Keramikforschung mautern an der Donau, September 2010. Wien 2011, S. 105–118
- Rainer G. Richter: “Faïence noire de Namur” Schwarze Oberflächen auf Keramikgefäßen. In: Keramik im Spannungsfeld zwischen Handwerk und Kunst. Beiträge des 44. Internatinalen Symposiums Keramikforschung im Germanischen Nationalmuseum, Nürnberg, 19.–23. September 2011, Hrsg. von Silvia Glaser, Verlag des Germanischen Nationalmuseums 2015, S. 215–225, mit 20 Abb.
- Rainer G. Richter: Historische Öfen und Ofenkacheln in Sachsen. Der Ofen als Statussymbol. In: Keramik im häuslichen und repräsentativen Gebrauch. 52. Internationales Keramiksymposium in Bad Muskau vom 16. bis zum 20. September 2019. Muskauer Schriften, Band 9, Bad Muskau 2022, S. 327–338, mit 27 Abb.
- Rainer G. Richter: Behältnisse für kostbare Tabakwaren. Das Beispiel Tabaktöpfe. In: Tabakrausch an der Elbe. Geschichten zwischen Orient und Okzident, Hrsg. von Holger Starke, Michael Imhof Verlag, Petersberg 2020, S. 28–34.